# Їньсюй
Їньсюй (кит. 殷墟, піньїнь: Yīnxū, акад. Їньсюй, буквально «Їньські руїни») — головний археологічний пам'ятник найдавнішої китайської держави Шан-Їнь. Розташований поблизу сучасного м. Аньян (провінція Хенань). Починаючи з 1928 року там майже безперервно (за винятком періоду антияпонської і громадянської воєн) здійснюються масштабні пошукові роботи. Натепер розкрито археологічний комплекс загальною площею у 24 км². Він складається з двох основних частин: Сяотунь — руїни столиці Шан-Їнь (місто Шан), і Сібейган — кладовище з царськими усипальницями і похованнями знаті, які перебувають відповідно на південному та північному берегах р.Хуанхе. Велика ймовірність, що таке їх розташування було обумовлено їньськими анімістичними уявленнями стосовно наявності спеціальної перешкоди між світом живих і царством мертвих.

## Опис

### Заснування
За легендою з метою захисту людей від постійних паводків 18-й ван династії Шан на ім'я Пань Ґен переніс свою столицю до м. Беймен, яке перейменував в Їнь. після цього династію стали назвивати Їнь або Шан-Їнь.

### Побудова
Місто Шан мало чітке планування з поділом на житлові та ремісничі квартали. У його центрі виявлені залишки 53-х будівель, що утворюють три архітектурні ансамблі. Два з них імовірно були палацами ванів У-діна (1250—1192 роки до н. е., 21-й цар їньскої династії) та Цзу-цзя (1172—1139 роки до н. е.), третій (17 невеликих за розміром будівель на площі в 17,5 м²) — храмовим комплексом. Об'єднання в одному семіотичному просторі палацу і храму обумовлюється виконанням володарем функцій світського й теократичного лідера.

### Поховання
Цвинтар складається з декількох сотень поховань знаті та дев'яти царських усипальниць — по кількості пізньоїньських ванів. Одна з них, що призначалася, для останнього їньського царя (Чжоу-сінь або Ді-синь, 1075—1046 рр.. До н. е.), так і залишилася незавершеною.
Царські усипальниці являють собою значні архітектурно—інженерні споруди, що мають єдине планування і конструкцію. Вони складаються з похоронної камери, що знаходиться на глибині більше 10 м від земної поверхні, і чотирьох підземних галерей-проходів, які йдуть від похоронної камери. Вони орієнтовані чітко за частинами світу. Південний прохід, як правило, довше трьох інших. Найвеличніша усипальниця (імовірно, вана У-діна) має похоронну камеру, площею 105,6 м² (17,9 м з півночі на південь і 5,9 м з заходу на схід) і розташовану на 12-метровій глибині. У всіх усипальницях стіни похоронних камер були зроблені з ущільненої глини і облицьовані дерев'яними панелями, прикрашеними, судячи з уцілілих фрагментів, інкрустаціями і розписами. На жаль, за цими фрагментами неможливо встановити чи були такі розписи орнаментального або живописного характеру.
Царські усипальниці і багато поховання знаті містять в собі рештки співпохованих людей різної статі і віку у кількості від декількох десятків до декількох сотень людей, зокрема виявлено 400 скелетів в усипальниці У-діна.
Рештки зазвичай розташовані біля похоронної камери — по чотирьох частинах світла від неї — і в проходах. У декількох випадках черепи розміщені окремо від скелетів і можуть утворювати подобу групових композицій. У тій же усипальні У-діна знаходилися 59 обезголовлених кістяків, що лежали групами в 11 рядів. Ще 73 черепа, розділені на 27 груп, розташовувалися вздовж проходів. Не виключено, що розчленовані тіла означали людські жертви, принесені під час похорону, а цілісні — людей, які повинні були увійти у пошану або стати слугами покійних володарів у їх загробному житті. Встановлено, що серед вбитих були і чоловіки, і жінки, і навіть підлітки (юнаки і дівчата). Хтось із них, можливо, належав до місцевого населення і був в служінні у царів і аристократів за їхнього життя. Але здебільшого це були полонені, захоплені під час численних походів їньської армії проти сусідніх народів. Полонені, особливо вожді, приносилися в жертву і при здійсненні інших обрядів. Існує навіть точка зору, що іньци вели зовнішні війни не стільки для захоплення чужих територій (їм у той час вже вистачало й власних земель), скільки для отримання полонених, щоб виконувати масові криваві жертвопринесення.
Окрім рештків людей, в похованнях нерідко присутні скелети собак, які могли наділятися функціями провідників або вартою покійних в потойбічному світі, або охоронців могил.

## Фу Хао
Переважна більшість розкритих царських усипальниць і поховань знаті виявилися розграбованими або пошкодженими, тому число виявлених у них артефактів відносно невелике. На сьогоднішній день відомо лише одне поховання з повним похоронним інвентарем. Це — усипальниця Фу Хао (таке ім'я відлито на декількох бронзовому посуді, що перебував в ній), другої (з 64-х дружин і наложниць) дружини вана У-діна.
Вона розташована поза загальним кладовищем, на північно—східних околицях столиці Шан. Підземна частина усипальниці являє собою невелику за площею земляну яму (5,6 м з півночі на південь і 4 м зі сходу на захід), що йде вглиб на 7,5 м. Тіло покоїлося у двох вставлених одна в одній дерев'яних трунах (3х1, 3 і 5х3, 4 м), верхня з яких мала лакове покриття. У могилі знаходилися скелети 16 осіб та 4 собак, які були розташовані по чотирьом сторонам світа від труни.
Похоронний інвентар Фу Хао складався з 7000 раковин каурі, що були у той час засобом грошового обігу, і 1928 предметів: бронзові вироби (440), зокрема зброя (130), посуд (220) набір з 50 великих і малих дзвонів і дзеркала (3); нефритові вироби та необроблені шматки нефриту (790), зокрема ритуально—церемоніальні диски-бі, «кубки»-цун (14) і прикраси; вироби з кістки (560); набір статуеток (людей, тварин і птахів) з нефриту, каміння та бронзи.
Ще однією унікальною особливістю усипальниці Фу Хао є наявність надземної частини. Над нею було споруджено будівлю, яке слугувало поминальним храмом або на кшталт надгробного пам'ятника.

## Че-ма кен
Окрім власне поховань, на території комплексу (в околицях міста) були виявлені специфічні поховання, звані Че-ма кен («яма з колісницею та кіньми»). У них знаходяться справжня колісниця і пара скелетів коней, доповнені в деяких випадках людським скелетом. Більшість дослідників сходяться на думці, що ці поховання мали суто ритуальний характер, хоча їх справжній зміст поки що не піддається розшифровці.